# Korisliiga 2016-17
La temporada 2016-2017 de la Korisliiga fue la edición número 77 de la Korisliiga, el primer nivel de baloncesto en Finlandia. La temporada regular cuádruple comenzó el 5 de octubre de 2016 y finalizó la competición el 13 de mayo de 2017. El campeón fue el Kataja BC, que conseguía su segundo campeonato.

## Formato
Los diez equipos jugarían cuatro equipos contra cada uno de los otros equipos para un total de 36 partidos. Los ocho equipos mejor calificados se unirían a los playoffs, mientras que ese año no hubo descensos a la Primera División.

## Equipos
Bisons Loimaa abandonó la liga al término de la temporada anterior debido a problemas económicos. Ascendió el Korihait tras proclamarse campeón de la Primera División.
| Equipo            | Ciudad       | Pabellón                   |
| ----------------- | ------------ | -------------------------- |
| Helsinki Seagulls | Helsinki     | Töölö Sports Hall          |
| Kataja            | Joensuu      | Joensuu Areena             |
| Karhu             | Kauhajoki    | Kauhajoen Yhteiskoulu      |
| Kobrat            | Lapua        | Lapuan Urheilutalo         |
| Korihait          | Uusikaupunki | Pohitullin Sports Hall     |
| Kouvot            | Kouvola      | Mansikka-Ahon Urheiluhalli |
| KTP               | Kotka        | Steveco-Areena             |
| Nokia             | Nokia        | Nokian Palloiluhalli       |
| Pyrintö           | Tampere      | Pyynikin Palloiluhalli     |
| Salon Vilpas      | Salo         | Salohalli                  |

## Temporada regular

### Clasificación
| Pos. | Equipo            | PJ | G  | P  | GF   | GC   | DG   | Pts | Clasificación o descenso  |
| ---- | ----------------- | -- | -- | -- | ---- | ---- | ---- | --- | ------------------------- |
| 1    | Salon Vilpas      | 36 | 28 | 8  | 3073 | 2819 | +254 | 56  | Clasificado para playoffs |
| 2    | Kataja            | 36 | 25 | 11 | 3113 | 2811 | +302 | 50  | Clasificado para playoffs |
| 3    | Helsinki Seagulls | 36 | 25 | 11 | 2937 | 2858 | +79  | 50  | Clasificado para playoffs |
| 4    | Kauhajoki         | 36 | 21 | 15 | 3086 | 3024 | +62  | 42  | Clasificado para playoffs |
| 5    | Kobrat            | 36 | 17 | 19 | 2990 | 2931 | +59  | 34  | Clasificado para playoffs |
| 6    | Kouvot            | 36 | 16 | 20 | 2956 | 3020 | −64  | 32  | Clasificado para playoffs |
| 7    | Nokia             | 36 | 16 | 20 | 2868 | 2947 | −79  | 32  | Clasificado para playoffs |
| 8    | Tampereen Pyrintö | 36 | 14 | 22 | 2865 | 2947 | −82  | 28  | Clasificado para playoffs |
| 9    | KTP               | 36 | 13 | 23 | 2847 | 2999 | −152 | 26  |                           |
| 10   | Korihait          | 36 | 5  | 31 | 2683 | 3062 | −379 | 10  |                           |

 Fuente: Korisliiga

## Playoffs
Los cuartos de final y las semifinales se jugaron en el mejor de tres formatos 1–1–1–1–1 con un nuevo sorteo en las semifinales. Las finales se jugaron en un formato de playoffs al mejor de siete.

### Cuadro final
|  | Cuartos de final | Cuartos de final  | Cuartos de final |                   |   | Semifinales  | Semifinales | Semifinales |  |   | Finales      | Finales | Finales |  |
|  |                  |                   |                  |                   |   |              |             |             |  |   |              |         |         |  |
|  |                  |                   |                  |                   |   |              |             |             |  |   |              |         |         |  |
|  | 1                | Salon Vilpas      | 3                |                   |   |              |             |             |  |   |              |         |         |  |
|  | 1                | Salon Vilpas      | 3                |                   |   |              |             |             |  |   |              |         |         |  |
|  | 8                | Tampereen Pyrintö | 0                |                   |   |              |             |             |  |   |              |         |         |  |
|  | 8                | Tampereen Pyrintö | 0                |                   | 1 | Salon Vilpas | 4           |             |  |   |              |         |         |  |
|  |                  |                   |                  |                   | 1 | Salon Vilpas | 4           |             |  |   |              |         |         |  |
|  |                  |                   | 4                | Kauhajoki         | 3 |              |             |             |  |   |              |         |         |  |
|  | 4                | Kauhajoki         | 4                | Kauhajoki         | 3 | 3            |             |             |  |   |              |         |         |  |
|  | 4                | Kauhajoki         |                  |                   |   |              |             |             |  |   |              |         |         |  |
|  | 5                | Kobrat            | 1                |                   |   |              |             |             |  |   |              |         |         |  |
|  | 5                | Kobrat            | 1                |                   |   |              |             |             |  | 1 | Salon Vilpas | 2       |         |  |
|  |                  |                   |                  |                   |   |              |             |             |  | 1 | Salon Vilpas | 2       |         |  |
|  |                  |                   | 2                | Kataja            | 4 |              |             |             |  |   |              |         |         |  |
|  | 2                | Kataja            | 2                | Kataja            | 4 | 3            |             |             |  |   |              |         |         |  |
|  | 2                | Kataja            |                  |                   |   |              |             |             |  |   |              |         |         |  |
|  | 7                | Nokia             | 1                |                   |   |              |             |             |  |   |              |         |         |  |
|  | 7                | Nokia             | 1                |                   | 2 | Kataja       | 4           |             |  |   |              |         |         |  |
|  |                  |                   |                  |                   | 2 | Kataja       | 4           |             |  |   |              |         |         |  |
|  |                  |                   | 3                | Helsinki Seagulls | 1 |              |             |             |  |   |              |         |         |  |
|  | 3                | Helsinki Seagulls | 3                | Helsinki Seagulls | 1 | 3            |             |             |  |   |              |         |         |  |
|  | 3                | Helsinki Seagulls |                  |                   |   |              |             |             |  |   |              |         |         |  |
|  | 6                | Kouvot            | 1                |                   |   |              |             |             |  |   |              |         |         |  |
|  | 6                | Kouvot            | 1                |                   |   |              |             |             |  |   |              |         |         |  |
|  |                  |                   |                  |                   |   |              |             |             |  |   |              |         |         |  |

|  | Tercer y cuarto puesto |                   |    |  |
|  |                        |                   |    |  |
|  | 3                      | Helsinki Seagulls | 93 |  |
|  | 3                      | Helsinki Seagulls | 93 |  |
|  | 4                      | Kauhajoki         | 77 |  |
|  | 4                      | Kauhajoki         | 77 |  |